# Вебер, Фридрих (энтомолог)
Фри́дрих Ве́бер (нем. Friedrich Weber; 3 августа 1781 — 1 марта 1823) — немецкий энтомолог, сын Георга Генриха Вебера. Ученик Иоганна Христиана Фабриция. В 1795 г. в возрасте 14 лет написал работу Nomenclator entomologicus, а в 1801 г. работу Observationes entomologicae. Эти две работы содержат первые описания многих новых видов насекомых и других беспозвоночных, например, род омаров — Homarus.

## Список некоторых работ
- Nomenclator entomologicus secundum entomologian systematicam ill. Fabricii, adjectis speciebus recens detectis et varietatibus. — Chiloni et Hamburgi: C.E. Bohn viii, 1795. — 171 с.
- Observationes entomologicae, continentes novorum quae condidit generum characteres, et nuper detectarum specierum descriptiones. — Impensis Bibliopolii Academici Novi, Kiliae. 1801. — 112 + 116 с. [xerox: 112—116]
- совместно с M. H. Mohr. Naturhistorische Reise durch einen Theil Schwedens. — Göttingen, 1804